# 아메리칸사모아 야구 국가대표팀
아메리칸사모아 야구 국가대표팀은 국제 경기에 아메리칸사모아를 대표하여 참가하는 야구 국가대표팀이다.

## 태평양 게임 순위
- 2003년 : 2위
- 2007년 : 3위